# Air Pedara
Air Pedara is een bestuurslaag in het regentschap Ogan Komering Ilir van de provincie Zuid-Sumatra, Indonesië. Air Pedara telt 964 inwoners (volkstelling 2010).